# Edolisoma
Edolisoma là một chi chim trong họ Campephagidae.

## Các loài
Chi này bao gồm 22 loài:
- Edolisoma admiralitatis
- Edolisoma anale
- Edolisoma ceramense
- Edolisoma coerulescens
- Edolisoma dispar
- Edolisoma dohertyi
- Edolisoma holopolium
- Edolisoma incertum
- Edolisoma insperatum
- Edolisoma melas
- Edolisoma mindanense
- Edolisoma monacha
- Edolisoma montanum
- Edolisoma morio
- Edolisoma nesiotis
- Edolisoma ostentum
- Edolisoma parvulum
- Edolisoma remotum
- Edolisoma salomonis
- Edolisoma schisticeps
- Edolisoma sula
- Edolisoma tenuirostre